# Équipe du Mali féminine de basket-ball
Cet article traite de l'équipe féminine. Pour l'équipe masculine, voir Équipe du Mali masculine de basket-ball.
Maillots
L'équipe du Mali de basket-ball représente la Fédération malienne de basket-ball lors des compétitions internationales, notamment aux Jeux olympiques d'été et à la coupe du monde.
L'équipe du Mali a remporté une médaille lors de huit tournois continentaux avec cinq médailles de bronze aux championnats d'Afrique de 1968, 2011, 2017, 2019 et 2023, deux médailles d'argent en 2009 et 2021 et une médaille d'or en 2007. Le titre de champion d'Afrique 2007 lui octroie le droit de participer aux Jeux olympiques d'été de 2008 à Pékin.

## Histoire

### Premier titre en compétition
Le Mali s'est rendu au Sénégal pour le Championnat d'Afrique 2007. L'équipe conclut le premier tour avec 4 victoires pour 1 défaite contre le Sénégal. Le Mali a également eu le différentiel le plus élevé en points positifs de toutes les équipes du tournoi. En quarts de finale, le Mali bat le Cameroun 72 à 41 avant de s'imposer contre l'Angola en demi-finales 69 à 60. En finale, le Mali bat le Sénégal 63 à 56, remportant le Championnat d'Afrique et se qualifiant automatiquement pour les Jeux olympiques pour la première fois. Le capitaine Hamchétou Maïga-Ba est élu MVP du tournoi, tandis que sa coéquipier Djéné Diawara a capté le plus de rebonds.

### Qualification olympique et Coupe du Monde
L'équipe se qualifie pour la première fois de son histoire aux Jeux olympiques après sa victoire au championnat d'Afrique 2007. Au Championnat du monde FIBA féminin 2010, elles ont terminé à la 15e place. En juin 2022, le Nigeria décide de se retirer de toute compétition internationale, et est remplacé par le Mali qui participe à sa deuxième phases finale de Coupe du monde de son histoire. Le Mali finit la compétition à l'avant-dernière place en ne remportant aucun de ses matchs.

## Résultats

### Palmarès
| Compétitions mondiales                             | Compétitions continentales |
| -------------------------------------------------- | --- |
| - Jeux olympiques - Néant - Coupe du monde - Néant | - AfroBasket (1) - Vainqueur en 2007 - Finaliste en 2009, 2021 et 2025 - Troisième en 1968, 2011, 2017, 2019 et 2023 - Jeux africains (1) - Vainqueur en 2015 |

### Parcours en compétitions internationales

#### Jeux olympiques
| Année | Position      |      | Année         | Position |               | Année | Position |
| 1976  | Non qualifiée | 1996 | Non qualifiée | 2016     | Non qualifiée |       |          |
| 1980  | Non qualifiée | 2000 | Non qualifiée | 2020     | Non qualifiée |       |          |
| 1984  | Non qualifiée | 2004 | Non qualifiée | 2024     | -             |       |          |
| 1988  | Non qualifiée | 2008 | 12e           | 2028     | -             |       |          |
| 1992  | Non qualifiée | 2012 | Non qualifiée | 2032     | -             |       |          |

#### Coupe du monde
| Année | Position      |      | Année         | Position |               | Année | Position |
| 1953  | Non qualifiée | 1979 | Non qualifiée | 2006     | Non qualifiée |       |          |
| 1957  | Non qualifiée | 1983 | Non qualifiée | 2010     | 15e           |       |          |
| 1959  | Non qualifiée | 1986 | Non qualifiée | 2014     | Non qualifiée |       |          |
| 1964  | Non qualifiée | 1990 | Non qualifiée | 2018     | Non qualifiée |       |          |
| 1967  | Non qualifiée | 1994 | Non qualifiée | 2022     | 11e           |       |          |
| 1971  | Non qualifiée | 1998 | Non qualifiée | 2026     | -             |       |          |
| 1975  | Non qualifiée | 2002 | Non qualifiée | 2030     | -             |       |          |

#### AfroBasket
| Année | Position      |      | Année         | Position     |           | Année | Position |
| 1966  | Non qualifiée | 1990 | Non qualifiée | 2013         | 5e        |       |          |
| 1968  | Troisième     | 1993 | 7e            | 2015         | 5e        |       |          |
| 1970  | 4e            | 1994 | Non qualifiée | 2017         | Troisième |       |          |
| 1974  | 8e            | 1997 | 6e            | 2019         | Troisième |       |          |
| 1977  | 7e            | 2000 | 9e            | 2021         | Finaliste |       |          |
| 1979  | Non qualifiée | 2003 | 5e            | 2023         | Troisième |       |          |
| 1981  | 4e            | 2005 | 5e            | 2025         | Finaliste |       |          |
| 1983  | Non qualifiée | 2007 | Vainqueur     | 2027         | -         |       |          |
| 1984  | 4e            | 2009 | Finaliste     | Pays inconnu | -         |       |          |
| 1986  | Non qualifiée | 2011 | Troisième     | Pays inconnu | -         |       |          |

## Joueuses célèbres
- Hamchétou Maïga-Ba